# Lobalacsa norsemanensis
Lobalacsa norsemanensis is een insect uit de familie van de vlinderhaften (Ascalaphidae), die tot de orde netvleugeligen (Neuroptera) behoort. 
Lobalacsa norsemanensis is voor het eerst wetenschappelijk beschreven door New in 1984.